# اسنينات الحاجب أولاد يوسف (أولاد الخادم)
اسنينات الحاجب أولاد يوسف هو دُوَّار يقع بجماعة ريمة، إقليم سطات، جهة الدار البيضاء سطات في المملكة المغربية. ينتمي الدوّار لمشيخة أولاد الخادم التي تضم 7 دواوير. يقدر عدد سكانه بـ 605 نسمة حسب الإحصاء الرسمي للسكان والسكنى لسنة 2004.

## روابط خارجية
- البوابة الوطنية للجماعات الترابية
- المندوبية السامية للتخطيط